# Procès ciliaires

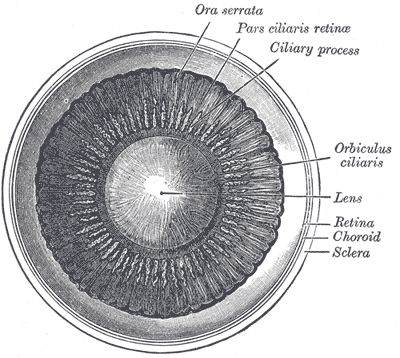
Planche tirée de la Gray's Anatomy ; système sensoriel de l'œil.

Les procès ciliaires sont de petites glandes situées juste derrière le tour de l'iris qui produisent l'humeur aqueuse servant à nourrir et oxygéner le cristallin et la cornée.
L'humeur aqueuse produite par les procès ciliaires permet aussi de réguler la pression intraoculaire qui doit l'être de manière précise (16  à   22 mmHg). En cas de pression trop importante, que ce soit de manière chronique ou aiguë, il y a risque de cécité par écrasement du nerf optique.